# Grubenstraße

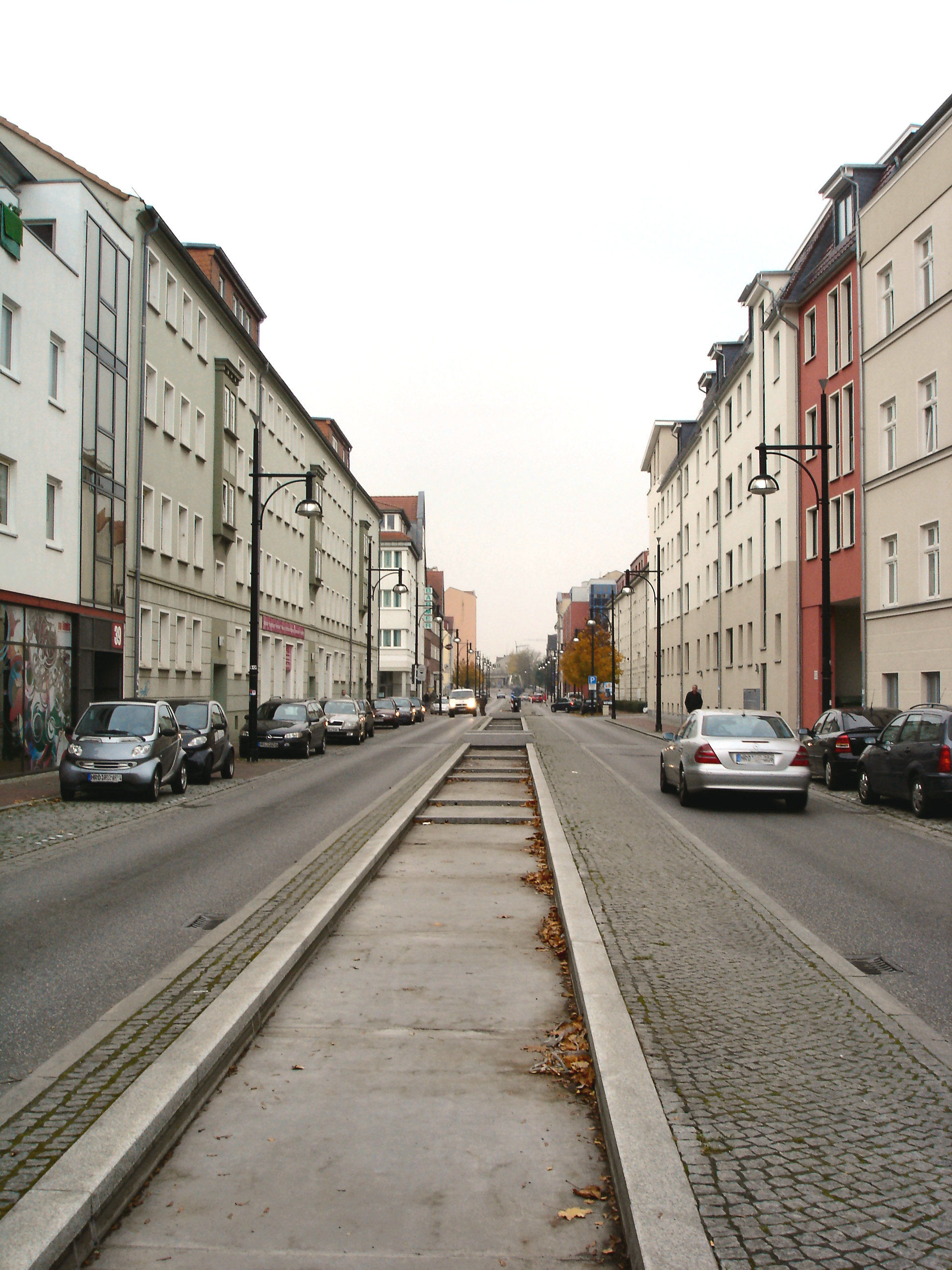
Grubenstraße (Richtung Süden)

Die Grubenstraße in Rostock ist eine in Nord-Süd-Richtung verlaufende Straße im historischen Stadtkern der Hansestadt. Sie stellt die Grenze zwischen den einstigen Teilstädten Alt- und Mittelstadt dar und hat eine Länge von etwa 550 Metern.
Für den Verkehr hat die Grubenstraße lokale Bedeutung als Teil einer Verbindung der Steintor-Vorstadt mit der Straße Am Strande und dem Rostocker Stadthafen.
An ihrer Stelle verlief bis zur Mitte des 19. Jahrhunderts der Warnow-Nebenarm "Grube" vom Mühlendamm zur Unterwarnow.

## Verlauf
Sie zweigt im Norden beim Stadthafen von der Straße Am Strande ab und endet im Süden am Platz Bei der Viergelindenbrücke. Vom Westen münden in sie die Strandstraße, die Kleine Mönchenstraße, die Krämerstraße die Fischbank (mittelstädtischer Teil) und die Weißgerberstraße ein. Östlich zweigen die Straße Beim Katharinenstift, die Hartestraße, die Fischbank (altstädtischer Teil), die Molkenstraße, die Wollenweberstraße und die Mühlenstraße ab. 
Seit der Sperrung des Neuen Marktes 2003 ist die Grubenstraße für den Kraftverkehr die einzige Möglichkeit der Nord-Süd-Querung innerhalb des Altstadtkerns.

## Geschichte

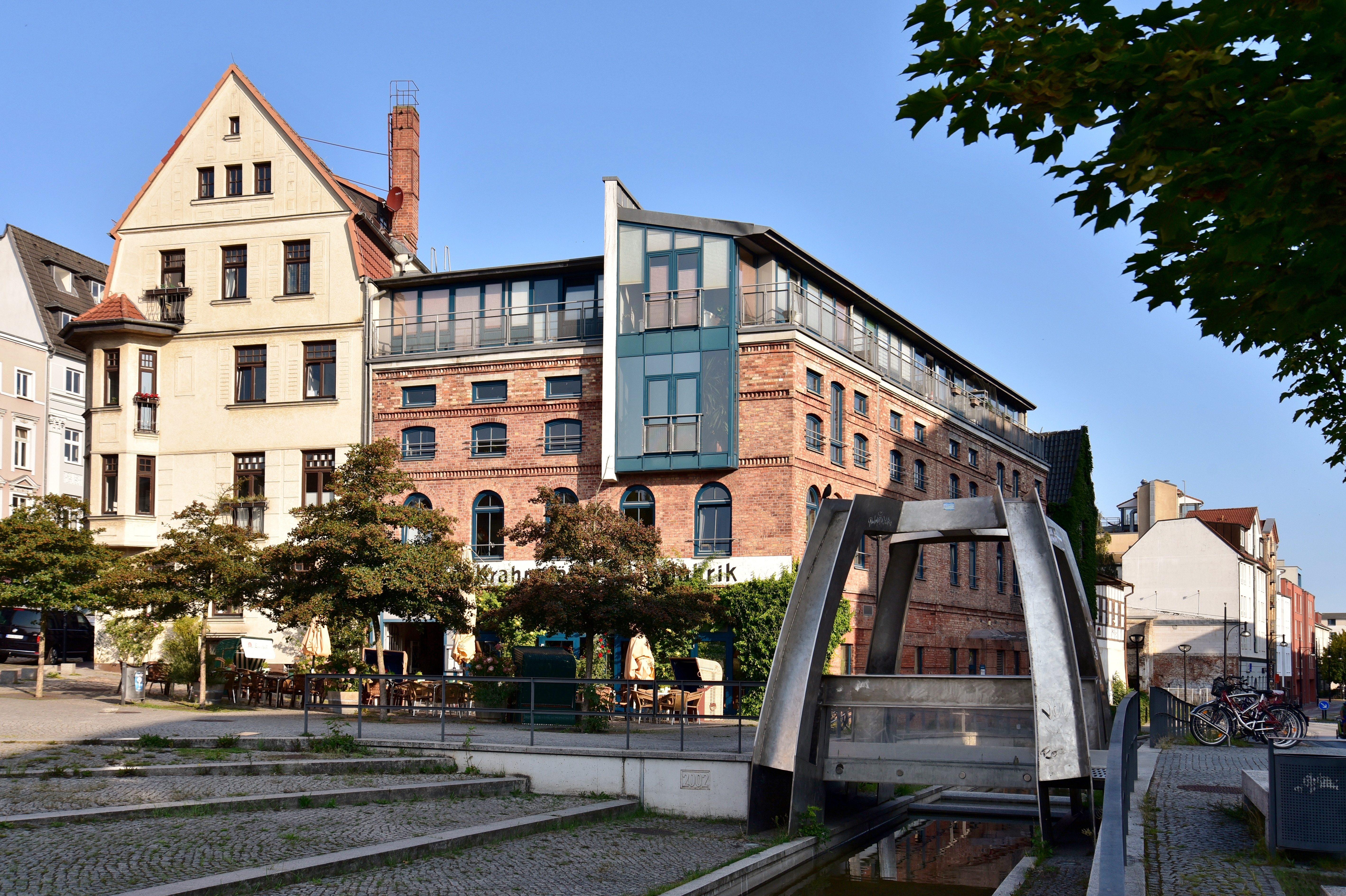
Raumklammer (Viergelindenbrücke) über dem heutigen Wasserlauf

Der Name der Grubenstraße leitet sich von einem ehemaligen Nebenarm der Warnow ab. Er verband die Oberwarnow am Mühlendamm mit der Unterwarnow allerdings erst, nachdem man am südlichen Ende, wahrscheinlich um die Mitte des 13. Jahrhunderts, einen künstlichen Durchstich geschaffen hatte.
Diese „Grube“ stellte so eine natürliche Grenze zwischen der Altstadt im Osten mit Petri- und Nikolaikirche und der Mittelstadt mit der Marienkirche dar. Da sich östlich der Altstadt die Oberwarnow und nördlich von ihr die Unterwarnow befanden, war die Altstadt eine „Insel“. Ergänzt um die Neustadt im Westen um die Jakobikirche, schlossen sich diese Teilstädte 1265 zur Gesamtstadt Rostock zusammen. Neuesten Erkenntnissen zufolge sollen in der Gründungsphase der Stadt Rostock (frühes 13. Jahrhundert) Handelsschiffe die Grube hinauf gefahren sein, um an ihrem Ufer entladen zu werden. Somit wäre die Grube der älteste Hafen Rostocks, älter als der heutige Stadthafen.
Um die Grube überqueren zu können, errichtete man an allen zu ihr führenden Straßen Brücken, die nach den auf sie führenden Straßen oder nach markanten Gebüuden benannt waren. Von Nord nach Süd waren dies die Heringsbrücke (später Lazarettbrücke), die Katharinen- oder Mönchenbrücke, die Waage- oder Krämerbrücke, Hartestraß enbrücke, die Fischbrücke, die Ellern- oder Molkebrücke, die Pelzerbrücke sowie die Viergelindenbrücke. Dass der Wasserlauf der Grube auch als Standort von Wassermühlen dient, beweist die einstige Viergelindenbrücke im Süden (Grinden waren Mahlgänge). Dies waren die einzigen Mühlen innerhalb der Stadtmauer. Der Wasserlauf verließ die Stadt in den Hafen durch eine Wasserpforte in der Stadtmauer, die Straße endete am Grubentor, auch Herings- oder Lazarettor genannt.
Im Rostocker Stadtbrand von 1677 wurde besonders die Bebauung des nördlichen Teils der Grubenstraße zerstört. Noch hundert Jahre später wies die Straße Baulücken auf.
Im Jahre 1852 wurde die Grube überwölbt und zugeschüttet, allerdings lag dieses Gebiet unter dem Niveau des übrigen Geländes, so dass sie weiterhin mit Brücken überquert werden musste. Im Jahre 1850 wurde Rostock an das Eisenbahnnetz im Deutschen Bund angeschlossen, südlich der Grube, vor den Mauern der Stadt, entstand der Friedrich-Franz-Bahnhof, benannt nach Großherzog Friedrich Franz II. von Mecklenburg-Schwerin. Indem man in der Grube, die nun Grubenstraße hieß, 1852 Gleise verlegen ließ, verband man den Friedrich-Franz-Bahnhof mit dem Stadthafen. Zusammen mit einer weiteren Trasse südwestlich und westlich der Wallanlagen war diese Strecke das Rückgrat der Hafenbahn. 
Im Zuge des Vier-Nächte-Bombardements der britischen Luftwaffe vom 24. bis zum 29. April 1942 wurde der größte Teil der Grubenstraße, die hauptsächlich aus Speichern aus dem 18. und 19. Jahrhundert bestand, zerstört. Das einzige erhaltene historische Gebäude ist ein schmaler Speicher nördlich der Ecke Harte Straße, der aus dem späten 18. Jahrhundert stammt.
In den 1950er Jahren wurde die Grubenstraße im nördlichen Bereich mit schlichten Zweckbauten wiedererrichtet, der südliche aber in späterer Zeit stark vernachlässigt. Im Zuge des Aufbaus des Überseehafens verloren Stadthafen und somit Hafenbahn an Bedeutung. Mit der Wende und der Einstellung des Hafenbetriebes wurden die Gleise entfernt. Mitte der 1990er Jahre wurde die Grubenstraße rekonstruiert und umgestaltet, so erinnern der in der Mitte der Straße angelegte Wasserlauf und die Raumklammer, ein symbolischer Nachbau der Viergelindenbrücke an die einstige „Grube“.